# سبينوسو
سبينوسو (بالإيطالية: Spinoso)‏ هي بلدية في مقاطعة بوتنسا في إقليم بازيليكاتا الإيطالي.

## السكان
في سنة 1861 بلغ عدد السكان 2٬871 نسمة، وتطور العدد ليصل في سنة 2011 لـ 1٬555 نسمة.
يظهر هذا المخطط البياني تطور النمو السكاني لـ سبينوسو